# Зиновьев, Иван Иванович
Иван Иванович Зиновьев (29 апреля 1919, д. Малая Якшенка ныне Бутурлинского района Нижегородской области — 5 июля 1998, Павлоград) — советский военный лётчик, полковник, Герой Советского Союза.

## Биография
Иван Иванович Зиновьев родился в 1919 году в д. Малой Якшенке ныне Бутурлинского района Нижегородской области. Начальную школу окончил в посёлке Сормовского торфопредприятия, семилетку — в Сормово. Здесь же учился на курсах токарей. Работал на заводе «Красное Сормово» в арматурном цехе. Одновременно занимался в аэроклубе парашютным спортом. С марта 1940 года учился в авиационном училище.
Во время Великой Отечественной войны с сентября 1942 года Зиновьев совершил 102 боевых вылета на штурмовики, пройдя путь от Дона до Берлина. Участвовал в операциях по освобождению Донбасса, Харькова, Днепропетровска, Запорожья, оказал большую помощь наземным войскам при форсировании Днепра и расширении плацдарма на его правом берегу. 27 раз Зиновьев был ведущим групп штурмовиков. 13 боевых вылетов он совершил ведущим пар охотников, действуя в тылу противника, уничтожил 6 паровозов, до 30 вагонов, взорвал 2 бензоцистерны. В 46 боевых вылетах во взаимодействии с наземными войсками было уничтожено 19 зенитных точек, 26 орудий ПА, 4 склада с горючим, 3 ж/д эшелона, 3 паровоза, 14 танков и 18 автомашин и 76 повозок.
19 августа 1943 года группой 12 ИЛ-2 под командованием Зиновьева южнее г. Изюма было уничтожено: 5 танков, 2 самоходных орудия.
За период с июля по декабрь 1943 года гвардии капитан Зиновьев принял активное участие в 8 воздушных боях, проводимых группами ИЛ-2. В этих боях было сбито 3 МЕ-109 и ФВ-190.
Войну закончил командиром эскадрильи, гвардии капитаном. На фронте стал коммунистом (февраль 1943 года). Десятки самолётов и танков и до 800 солдат противника уничтожил Зиновьев пулемётным огнём и бомбами. 5 вражеских самолётов сбил он в воздушных боях.
Указом Президиума Верховного Совета СССР от 27 июня 1945 года Ивану Ивановичу Зиновьеву было присвоено звание Героя Советского Союза.
После войны И. И. Зиновьев служил в авиации. В январе 1947 года окончил Краснодарскую Высшую офицерскую школу штурманов. Военный летчик 2-го класса. С 1959 года полковник Зиновьев — в запасе.
После выхода на пенсию жил в г. Павлограде Днепропетровской области, работал на заводе «Химмаш». Пенсионер Министерства обороны.

## Награды
- Медаль «Золотая Звезда» Героя Советского Союза;
- орден Ленина;
- орден Красного Знамени от 3 января 1944 года за 20 боевых вылетов;
- орден Красного Знамени (1945);
- орден Александра Невского от 1 июля 1944 года за умелое командование эскадрильей;
- орден Отечественной войны I степени от 21 августа 1943 года за 11 боевых вылетов;
- орден Отечественной войны I степени (1985);
- орден Красной Звезды от 11 апреля 1943 года за 10 боевых вылетов;
- медаль «За отвагу» от 21 января 1943 года за 14 боевых вылетов.